# Crnkamenska Kula
Crnkamenska Kula är ett berg i Kosovo. Det ligger i den södra delen av landet, 100 km söder om huvudstaden Priština. Toppen på Crnkamenska Kula är 2 117 meter över havet, eller 62 meter över den omgivande terrängen. Bredden vid basen är 0,97 km.
Terrängen runt Crnkamenska Kula är huvudsakligen kuperad. Runt Crnkamenska Kula är det ganska tätbefolkat, med 111 invånare per kvadratkilometer. Närmaste större samhälle är Dragash, 14,0 km norr om Crnkamenska Kula. Trakten runt Crnkamenska Kula består till största delen av jordbruksmark.